# دختر شایسته روسیه

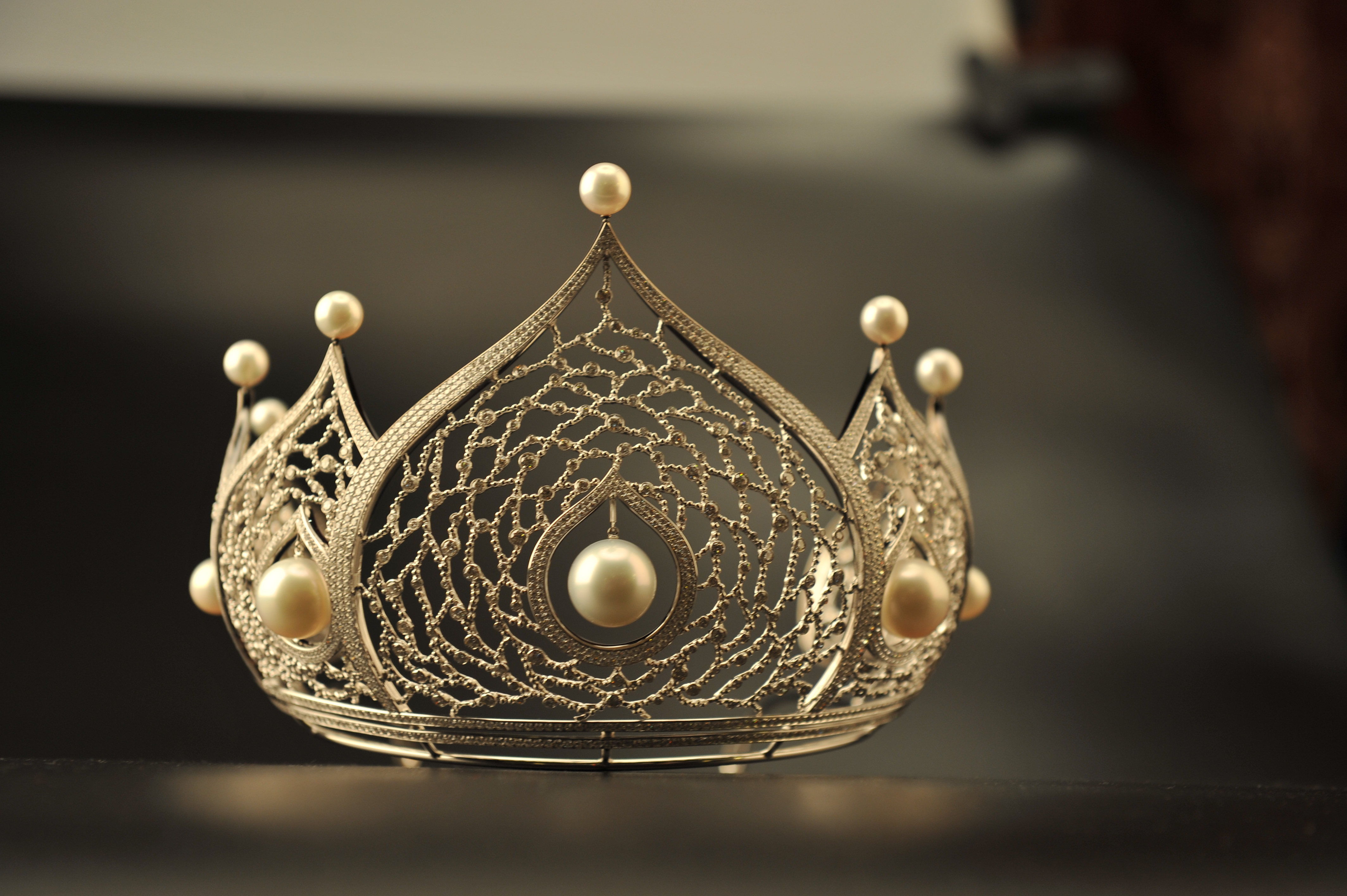
تاج دختر شایسته روسیه

دختر شایسته روسیه (به روسی: Мисс Россия) یک مسابقه ملی زیبایی در روسیه است. در آن نمایندگان روسیه برای شرکت در دو مسابقه Miss World و Miss Universe از چهار مسابقه بزرگ بین‌المللی زیبایی جهان انتخاب می‌شوند.
این مسابقه از سال ۱۹۹۲ برگزار می‌شود. با این حال، هیچ دختر شایسته روسیه ای در سال‌های ۱۹۹۴٬۲۰۰۰ و ۲۰۰۸ وجود ندارد.
از سال ۲۰۰۷، برنده دختر شایسته روسیه نمایندگی کشور خود را در دوشیزه دنیا و دوشیزه جهان برعهده دارد. با این حال، اگر او نتواند شرکت کند، به جای آن نفر دوم فرستاده می‌شود.
تخمین زده می‌شود که سالانه بیش از ۸۰۰۰۰ تا ۱۰۰۰۰۰ متقاضی در ممیزی‌های دختر شایسته روسیه در حال پردازش هستند.